# Genealogia Piastów
Genealogia Piastów – dzieło Oswalda Balzera opisujące członków polskiego rodu królewskiego Piastów i jego historię. Książka została wydana nakładem krakowskiej Akademii Umiejętności w 1895 r. Drugie wydanie ukazało się w 2005 r. nakładem również krakowskiego wydawnictwa Avalon (ISBN 83-918497-0-8).
Genealogia Piastów opisuje Piastów od czasów Siemomysła – ojca Mieszka I, poprzez ich potomków, aż do wymarcia poszczególnych linii Piastów. Genealogia nie obejmuje książąt śląskich (oprócz ich protoplasty – Władysława Wygnańca).